# 因努伊特石堆

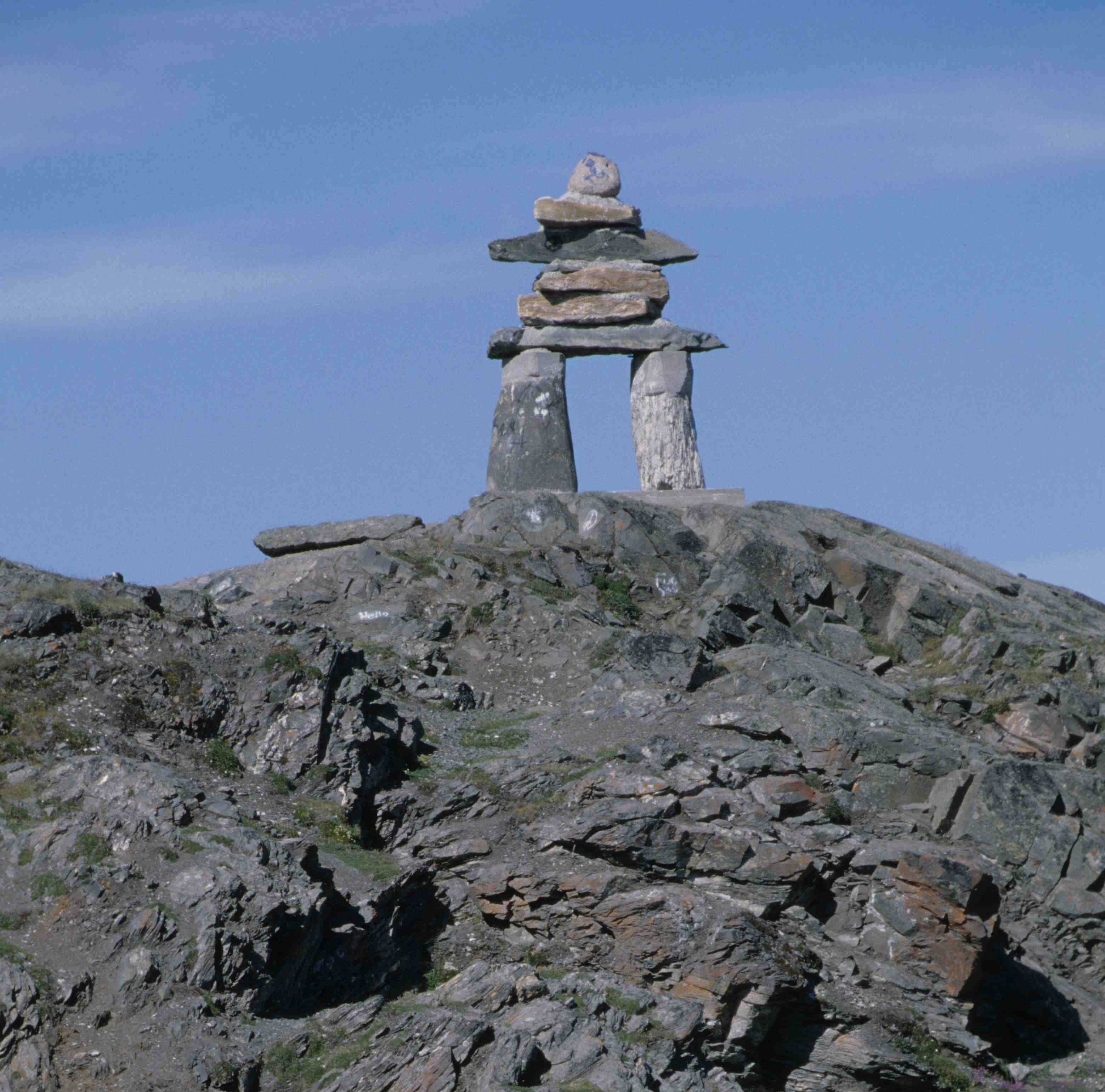
因努伊特石堆一例

因努伊特石堆（羅馬化：inuksuk，inuksuit）是廣泛分布於北美洲北極圈內的人造石堆，從阿拉斯加、加拿大北部至格陵蘭皆可見到，由生活在這片土地上的數個原住民族群所築起。因為此區域過於荒涼，缺乏可作為標識的地標，所以原住民們堆築因努伊特石堆的目的可能是作為指引方向或標識地點之用。因努伊特石堆在因努伊特語中的意思即是「代替人的物體」之意。

## 應用
因努伊特石堆常常被和此地區文化有所關係的組織或政府使用來設計其標誌或旗幟。

1999年成立的加拿大努納武特特區的區旗